# Tunnel de Provença
Le tunnel de Provença est un tunnel ferroviaire situé en Catalogne passant sous la ville de Barcelone. Il sert à faire la liaison Sants-Sagrera. C'est un maillon de la LGV Madrid-Barcelone-Figueras.
Sa longueur sera de 5,6 km, il est en construction. Prévu à l'origine pour être fini en même temps que la LGV Perpignan - Figueras, il rencontre des difficultés lors de son percement à cause de la proximité de la Sagrada Família.
Il a été inauguré le 8 janvier 2013 conjointement avec le tronçon entre Barcelona-Sants et Figueres-Vilafant de la LGV "Madrid-Barcelona-Francia". Le 9 janvier 2013 l'exploitation commerciale débuta avec des trains exploités par la société Renfe Operadora.

## Circulation
La circulation de trains par le tunnel, est de 18 trains à grande vitesse de passagers par jour (9 trains dans chaque sens). Il a été prévu qu'en 2013 les trains exploités par la Société Nationale des Chemins de Fer Français (SNCF) et par Renfe Operadora puissent relier l'Espagne et la France sans nécessité de changer de train à la gare de Figueres - Vilafant.

## Contestation: le mouvement AVE pel littoral
Le mouvement AVE pel littoral est un mouvement créé à Barcelone en février 2005 pour soutenir un trajet alternatif pour le train à grande vitesse espagnol, et proposant un tunnel passant par le bord de mer de la métropole catalane plutôt que par le centre ville.